# Labasa
Labasa è la seconda città del Figi dopo Suva (77.366 abitanti). Conta 27.949 abitanti al censimento del 2007. La città si trova nella parte nord-est dell'isola di Vanua Levu.